# Varzelândia (ort)
Varzelândia är en ort i Brasilien.   Den ligger i kommunen Varzelândia och delstaten Minas Gerais, i den sydöstra delen av landet, 400 km öster om huvudstaden Brasília. Varzelândia ligger 745 meter över havet och antalet invånare är 6 397.
Terrängen runt Varzelândia är huvudsakligen platt, men åt nordost är den kuperad. Terrängen runt Varzelândia sluttar österut. Runt Varzelândia är det ganska glesbefolkat, med 26 invånare per kvadratkilometer.. Det finns inga andra samhällen i närheten.
Omgivningarna runt Varzelândia är huvudsakligen savann.